# Scylla serrata
Cua bùn hay Cua Cà Mau (danh pháp khoa học: Scylla serrata) là một loài cua có giá trị kinh tế cao sinh sống ở các khu vực thực vật ngập mặn. Loài này phân bố ở Ấn Độ Dương-Thái Bình Dương, được tìm thấy ở Nam Phi, xung quanh bờ biển của Ấn Độ Dương đến quần đảo Malay, cũng như từ miền nam Nhật Bản đến đông nam nước Úc, và tại miền đông Fiji và Samoa. Chúng chọn những gốc cây đước sú vẹt làm hang. Loài cua này thường được chọn làm nguyên liệu món cua sốt ớt nổi tiếng trong ẩm thực Singapore.